# ジャン＝リュック・ポンティ
ジャン＝リュック・ポンティ（Jean-Luc Ponty、1942年9月29日 - ）は、フランスのヴァイオリニスト。主にジャズ/フュージョンの分野で活動し、アメリカやイギリスのミュージシャンとの共演も多い。 ヨーロッパのジャズ・ヴァイオリニストとしては、ステファン・グラッペリと並び、最も卓越した、かつ影響力の強い人物とされている。

## 来歴
アヴランシュで生まれる。5歳で父からヴァイオリンを習い始め、母からはピアノを習った。その後、ステファン・グラッペリやスタッフ・スミスといったジャズ・ヴァイオリニストに影響を受けてジャズに関心を持つが、当初はクラリネットやテナー・サックスでジャズを演奏し、ジェフ・ギルソンというピアニストのサイドマンとしてクラリネットを演奏した録音も存在する。最終的には本格的にジャズ・ヴァイオリニストとして活動し、1964年6月に初のリーダー・アルバム『Jazz Long Playing』を録音した。1966年9月30日、スイスのバーゼルでスタッフ・スミス、ステファン・グラッペリ、スヴェンド・アスムッセンとの共演ライブを録音し、その模様はアルバム『ヴァイオリン・サミット』として発表された。
1967年、ポンティはジョン・ルイスに誘われてモントレー・ジャズ・フェスティバルに出演して初のアメリカ公演を果たし、それを切っ掛けにアメリカのワールド・パシフィック・レコードとの契約を得た。1969年にはアメリカでフランク・ザッパのアルバム『ホット・ラッツ』のレコーディングに参加し、ザッパも編曲や演奏で参加した彼の作品集『キング・コング』をレコーディングした。更に同年にはジョージ・デューク・トリオと連名のライブ・アルバム『カンタロープ・アイランド（エキスペリエンス）』も録音した。
1970年代前半にはスタジオ・ミュージシャンとしても活動し、セルジュ・ゲンスブール『メロディ・ネルソンの物語』（1971年）やエルトン・ジョン『ホンキー・シャトー』（1972年）でも演奏した。1973年の2月から9月までザッパのザ・マザーズ・オブ・インヴェンション、1974年から1975年にかけてマハヴィシュヌ・オーケストラのメンバーとして活動し、その後はアトランティック・レコードから多くのリーダー・アルバムを発表した。アトランティックから発表された作品はアメリカで商業的に成功を収め、『秘なる海』（1977年）と『コズミック・メッセンジャー』（1978年）はアメリカの総合チャートBillboard 200でトップ40入りしている。1977年には5弦エレクトリック・ヴァイオリンを使い始めた。
1995年、アル・ディ・メオラやスタンリー・クラークと共にアコースティック・アルバム『スーパー・ストリングス』（原題：The Rite of Strings）を録音し、3人で6か月にわたるツアーを行った。
2011年、チック・コリア率いるリターン・トゥ・フォーエヴァーに加入し、8月よりアメリカ・ツアーを行った。
2014年、ジョン・アンダーソンとアンダーソン＝ポンティ・バンドを結成して、活動を行った。

## ディスコグラフィ

### リーダー・アルバム
- Jazz Long Playing (1964年)
- 『ヴァイオリン・サミット』 - Violin-Summit (1966年) ※スタッフ・スミス、ステファン・グラッペリ、スヴェンド・アスムッセンとの連名
- 『サンディ・ウォーク』 - Sunday Walk (1967年)
- Trio HLP (1968年) ※ダニエル・ユメール、エディ・ルイスとの連名
- 『モア・ザン・ミーツ・ジ・イヤー』 - More than Meets the Ear (1968年)
- 『カンタロープ・アイランド（エキスペリエンス）』 -  Jean-Luc Ponty Experience with the George Duke Trio (1969年)
- 『エレクトリック・コネクション』 -  Electric Connection (1969年)
- 『キング・コング』 - King Kong: Jean-Luc Ponty Plays the Music of Frank Zappa (1970年)
- 『アストロラマ』 - Astrorama (1970年) ※佐藤允彦との連名
- 『オープン・ストリングス』 - Open Strings (1971年)
- New Violin Summit (1971年) ※ドン・シュガーケイン・ハリス、ニプソ・ブラントナー、マイケル・ウルバニアクとの連名
- Live at Montreux 72 (1972年)
- 『オープン・ストリングス』 - Open Strings (1972年)
- 『音楽の翼』 - Upon the Wings of Music (1975年)
- 『極光』 - Aurora (1976年)
- 『桃源への旅立ち』 - Imaginary Voyage (1976年)
- 『秘なる海』 - Enigmatic Ocean (1977年)
- 『コズミック・メッセンジャー』 - Cosmic Messenger (1978年)
- Live at Donte's (1978年) ※1969年のライブ
- 『テイスト・フォー・パッション』 - A Taste for Passion (1979年)
- 『ライヴ』 - Live (1979年) ※1978年のライブ
- 『未来の罠』 - Civilized Evil (1980年)
- 『ミスティカル・アドヴェンチャーズ』 - Mystical Adventures (1982年)
- 『インディヴィディアル・チョイス』 - Individual Choice (1983年)
- 『オープン・マインド』 - Open Mind (1984年)
- 『ファーブル』 - Fables (1985年)
- 『ザ・ギフト・オブ・タイム』 - The Gift of Time (1987年)
- 『ストーリーテリング』 - Storytelling (1989年)
- 『チョコラ』 - Tchokola (1991年)
- 『ノー・アブソリュート・タイム』 - No Absolute Time (1993年)
- 『スーパー・ストリングス』 - The Rite of Strings (1995年) ※スタンリー・クラーク、アル・ディ・メオラとの連名
- Le Voyage: The Jean-Luc Ponty Anthology (1996年) ※コンピレーション
- 『悠久なる宴〜ベスト・オブ・ライヴ』 - Live at Chene Park (1997年) ※1996年のライブ
- The Very Best of Jean-Luc Ponty (2000年) ※コンピレーション
- Life Enigma (2001年)
- The Best of Jean-Luc Ponty (2002年) ※コンピレーション
- Live at Semper Opera (2002年) ※2001年のライブ
- Jean-Luc Ponty in Concert (2003年) ※1999年のライブ
- The Atacama Experience (2007年)
- D-Stringz (2015年) ※スタンリー・クラーク、ビレリ・ラグレーンとの連名
- 『ベター・レイト・ザン・ネヴァー〜真世界への旅』 - Better Late Than Never (2015年) ※アンダーソン＝ポンティ・バンド名義

### 参加アルバム
フランク・ザッパ
- 『ホット・ラッツ』 - Hot Rats (1969年)
- 『オーヴァーナイト・センセーション』 - Over-Nite Sensation (1973年) ※マザーズ・オブ・インヴェンション名義
- 『アポストロフィ (')』 - Apostrophe (') (1974年)
- 『黙ってギターを弾いてくれ』 - Shut Up 'n Play Yer Guitar (1981年)
- 『オン・ステージ Vol.6』 - You Can't Do That On Stage Anymore Vol. 6 (1992年)
- 『ロスト・エピソード』 - The Lost Episodes (1996年)
- One Shot Deal (2008年)
- Road Tapes, Venue 2 (2013年)
- The Crux Of The Biscuit (2016年)

マハヴィシュヌ・オーケストラ
- 『黙示録』 - Apocalypse (1974年)
- 『エメラルドの幻影』 - Visions of the Emerald Beyond (1975年)

チック・コリア
- 『マイ・スパニッシュ・ハート』 - My Spanish Heart (1976年)※1曲に参加
- 『フォーエヴァー』 - Forever (2011年)

その他
- ジョン・アンダーソン : 1000 Hands: Chapter One (2019年)
- サム・ブッシュ : Laps in Seven (2006年)
- ミシェル・コロンビエ : Wings (1971年)
- ウォルフガング・ダウナー : 『フリー・アクション』 - Free Action (1967年)
- ジョージ・デューク : 『ナイト・アフター・ナイト』 - Night After Night (1989年)
- セルジュ・ゲンスブール : 『メロディ・ネルソンの物語』 - Histoire De Melody Nelson (2009年)
- ジョルジュ・グルンツ : Barock Sex & Jazz-Sechs (1966年)
- ジョルジュ・グルンツ : 『ヌーン・イン・チュニジア』 - Noon in Tunisia (1967年)
- アンドレ・オデール : Anna Livia Plurabelle (1966年)
- エルトン・ジョン : 『ホンキー・シャトー』 - Honky Chateau (1972年)
- ジェフ・ローバー : Hacienda (2013年)
- クララ・ポンティ : Mirror of Truth (2005年)
- クララ・ポンティ : Into the Light (2010年)
- リターン・トゥ・フォーエヴァー : 『ザ・マザーシップ・リターンズ』 - The Mothership Returns (2012年)
- ラロ・シフリン : Esperanto (2000年)
- アラン・ソレンティ : 『詠唱』 - Aria (1972年)
- ジェラルド・ウィルソン : 『エターナル・エキノックス』 - Eternal Equinox (1969年)